# Hypsiboas cipoensis
Hypsiboas cipoensis är en groddjursart som först beskrevs av Lutz 1968.  Hypsiboas cipoensis ingår i släktet Hypsiboas och familjen lövgrodor. IUCN kategoriserar arten globalt som nära hotad. Inga underarter finns listade i Catalogue of Life.